# 小行星15566
小行星15566（15566 Elizabethbaker）是一颗绕太阳运转的小行星，为主小行星带小行星。该小行星于2000年4月5日发现。

## 轨道参数
小行星15566的轨道半长轴为2.2645810 UA，离心率为0.14。